# Jiří Bílý (politik ODS)
Jiří Bílý (22. ledna 1954 – 4. listopadu 2022[chybí lepší zdroj]) byl český politik, člen Občanské demokratické strany, na přelomu 20. a 21. století poslanec Poslanecké sněmovny.

## Biografie
V roce 1998 byl uváděn jako oblastní manažer ODS. Ve volbách v roce 1998 byl zvolen do poslanecké sněmovny za ODS (volební obvod Západočeský kraj). Mandát obhájil ve volbách v roce 2002 a ve sněmovně setrval do voleb v roce 2006. V letech 1998–2002 byl členem sněmovního ústavněprávního výboru, v letech 2002-2006 členem výboru pro obranu a bezpečnost.
V roce 2006 chtěl kandidovat do senátu za senátní obvod č. 11 - Domažlice, ale v primárkách ODS ho porazila Eliška Hašková-Coolidge. Působil nadále ve sněmovně jako asistent poslankyně Aleny Páralové.
Pocházel z Malého Boru na Horažďovicku, ale žil v Praze na Petřinách. V roce 2007 oznámil, že se mu v garáži u pražského bytu zjevil na stěně pokryté vodou a plísní obraz Panny Marie.